# Pedro Armasa Ochandorena
Pedro Armasa Ochandorena fue empresario de vinos y político radical español. Presidente del Consejo de Estado durante la Segunda República Española.

## Biografía
Pedro Armasa fue un rico comerciante de vinos de origen navarro. Casado con Ana Briales Utrera, natural de Málaga, fueron padres de Pedro Armasa Briales, abogado y político republicano.

## Trayectoria
Pedro Armasa Ochandorena fue un político republicano miembro del PRR. Fue nombrado presidente del Consejo de Estado el 26 de septiembre de 1933. Falleció veinte días después, el 19 de octubre de 1933.